# Выболово
Выболово — деревня в Богородском районе Нижегородской области. Входит в состав Алешковского сельсовета. Население 85 (2010) человек

## Общая физико-географическая характеристика
Географическое положение
По автомобильным дорогам расстояние до областного центра города Нижнего Новгорода составляет 52 км, до районного центра города Богородска — 6,1 км. Абсолютная высота 121 метр над уровнем моря.
Часовой пояс
Выболово, как и вся Нижегородская область, находится в часовой зоне МСК (московское время). Смещение применяемого времени относительно UTC составляет +3:00.

## История
В «Списке населенных мест» Нижегородской губернии по данным за 1859 год значится как владельческая деревня при пруде в 24 верстах от Нижнего Новгорода. Относилась ко второму стану Горбатовского уезда. В деревне насчитывалось 40 дворов и проживало 279 человек (120 мужчин и 159 женщина).

## Население
| 1999 | 2002 | 2010 |
| ---- | ---- | ---- |
| 101  | ↘76  | ↗85  |

Национальный состав
Согласно результатам переписи 2002 года, в национальной структуре населения русские составляли  95% из 76 человек.